# Line Jensen
Line Sigvardsen Jensen, née le 23 août 1991 à Farsø, est un footballeuse internationale danoise qui joue pour le Fortuna Hjørring et pour l'équipe nationale danoise.

## Biographie

### Carrière en club
Line Sigvardsen Jensen commence à jouer au football à l'âge de 9 ans dans son Himmerland natal. Elle joue pour Fortuna Hjørring à partir d'octobre 2008. Elle signe avec le Spirit de Washington en juillet 2016. Lors de sa première saison avec l'équipe, elle dispute trois matches, dont deux en tant que titulaire,  et totalise 141 minutes. La joueuse marque son premier but en NWSL le 22 avril 2017 contre le Pride d'Orlando.
À la fin de la saison 2017, le club rompt son contrat.

### Carrière internationale
Line Sigvardsen Jensen est la capitaine de l'équipe du Danemark en quart de finale de la Coupe du Monde féminine U-17 de 2008 en Nouvelle-Zélande.
Elle est sélectionnée pour la première fois en équipe nationale senior lors d'un match victorieux (15-0) contre la Géorgie en octobre 2009. Elle est sélectionnée dans l'équipe pour l'Euro féminin de 2013.

## Statistiques

### Buts en sélection
| N° | Date              | Lieu                        | Adversaire | Score | Résultat | Compétition                             |
| -- | ----------------- | --------------------------- | ---------- | ----- | -------- | --------------------------------------- |
| 1  | 21 septembre 2011 | Stade Mika, Erevan, Arménie | Arménie    | 4–0   | 5–0      | Éliminatoires de l'Euro féminin de 2013 |

## Palmarès

### En club
- Fortuna Hjørring
  - Elitedivisionen: 2009-2010